# Laming Worthington-Evans
Worthington Laming Worthington-Evans (23 août 1868 - 14 février 1931) est un homme politique conservateur britannique.

## Jeunesse et formation
Né Laming Evans, il est le fils de Worthington Evans et Susanah Laming. Il prend le nom de famille de Worthington par licence royale en 1916, bien qu'il se faisait appeler Worthington Evans (sans trait d'union) pendant de nombreuses années. Il suit une formation d'avocat.
Worthington-Evans est commissionné dans le 2e Middlesex Artillery Volunteers à temps partiel en 1891 et est promu lieutenant en 1893 et capitaine en 1897. Il sert comme major temporaire pendant la Première Guerre mondiale.

## Carrière politique
Worthington-Evans se présente sans succès dans la circonscription de Colchester en 1906. Il remporte le siège en janvier 1910, le conservant jusqu'en 1929, date à laquelle il est élu au siège londonien de Westminster St George's. Il sert dans le gouvernement de coalition de David Lloyd George comme secrétaire parlementaire du ministère des Munitions de 1916 à 1918, comme ministre du blocus en 1918, comme ministre des Pensions de 1919 à 1920, comme ministre sans portefeuille de 1920 à 1921 et comme secrétaire d'État pour la guerre de 1921 à 1922. En 1919, il est admis au Conseil privé.
Comme de nombreux ministres de la Lloyd George Coalition, Worthington-Evans refuse d'entrer dans le nouveau gouvernement de Bonar Law lorsque Lloyd George tombe en octobre 1922. Cependant, seul parmi les «conservateurs de la coalition», il accepte une invitation en mai suivant lorsque Law prend sa retraite et est remplacé par Stanley Baldwin. Il sert sous Baldwin en tant que ministre des Postes entre 1923 et 1924 et en tant que secrétaire d'État à la guerre entre 1924 et 1929.
Il est l'un des délégués britanniques à la Conférence économique internationale de Gênes en 1922. Il est membre de plusieurs comités du Parti conservateur et unioniste, dont le Comité politique qu'il préside en 1927. Il siège à divers comités du Cabinet, dont ceux relatifs à l'Irlande du Nord et au chômage. Il devient président de ce dernier en août 1923. Il est membre de la délégation britannique qui négocie le traité anglo-irlandais.
Worthington-Evans est nommé baronnet de Colchester dans le comté d'Essex en 1916 et nommé GBE en 1922.

## Famille
Il épouse Gertrude Hale en 1898 et a un fils et une fille. Il meurt en février 1931, âgé de 62 ans, et est remplacé comme baronnet par son fils, William. Les papiers de Worthington-Evans (de 1895 à 1931) sont conservés à la Bodleian Library, Université d'Oxford.